# Gastroenteritis
Gastroenteritis er en betændelsestilstand (-"itis") i mave (-"gastro") og tarm (-"entero")-kanalen som fører til en kombination af diarre, opkast, bughulesmerter og kramper.
Globalt er de fleste gastroenteritter blandt børn forårsaget af rotavirus; i voksne norovirus og Campylobacter. Mere sjældne årsager skyldes andre bakterier (og deres toksiner). Smitte sker ofte som følge af indtag af dårligt tilberedt mad eller kontamineret vand eller via tæt kontakt med inficerede individer.

## Fodnoter
1. ↑  Singh, Amandeep (juli 2010). "Pediatric Emergency Medicine Practice Acute Gastroenteritis — An Update". Emergency Medicine Practice. 7 (7).
2. ↑  Tate JE, Burton AH, Boschi-Pinto C, Steele AD, Duque J, Parashar UD (februar 2012). "2008 estimate of worldwide rotavirus-associated mortality in children younger than 5 years before the introduction of universal rotavirus vaccination programmes: a systematic review and meta-analysis". The Lancet Infectious Diseases. 12 (2): 136-41. doi:10.1016/S1473-3099(11)70253-5. PMID 22030330.{{cite journal}}:  CS1-vedligeholdelse: Flere navne: authors list (link)
3. ↑  Marshall JA, Bruggink LD (april 2011). "The dynamics of norovirus outbreak epidemics: recent insights". International Journal of Environmental Research and Public Health. 8 (4): 1141-9. doi:10.3390/ijerph8041141. PMC 3118882. PMID 21695033.
4. ↑  Man SM (december 2011). "The clinical importance of emerging Campylobacter species". Nature Reviews. Gastroenterology & Hepatology. 8 (12): 669-85. doi:10.1038/nrgastro.2011.191. PMID 22025030.

| Sygdom | Spire Denne artikel om sygdom er en spire som bør udbygges. Du er velkommen til at hjælpe Wikipedia ved at udvide den. |